# Legislativrat von Québec

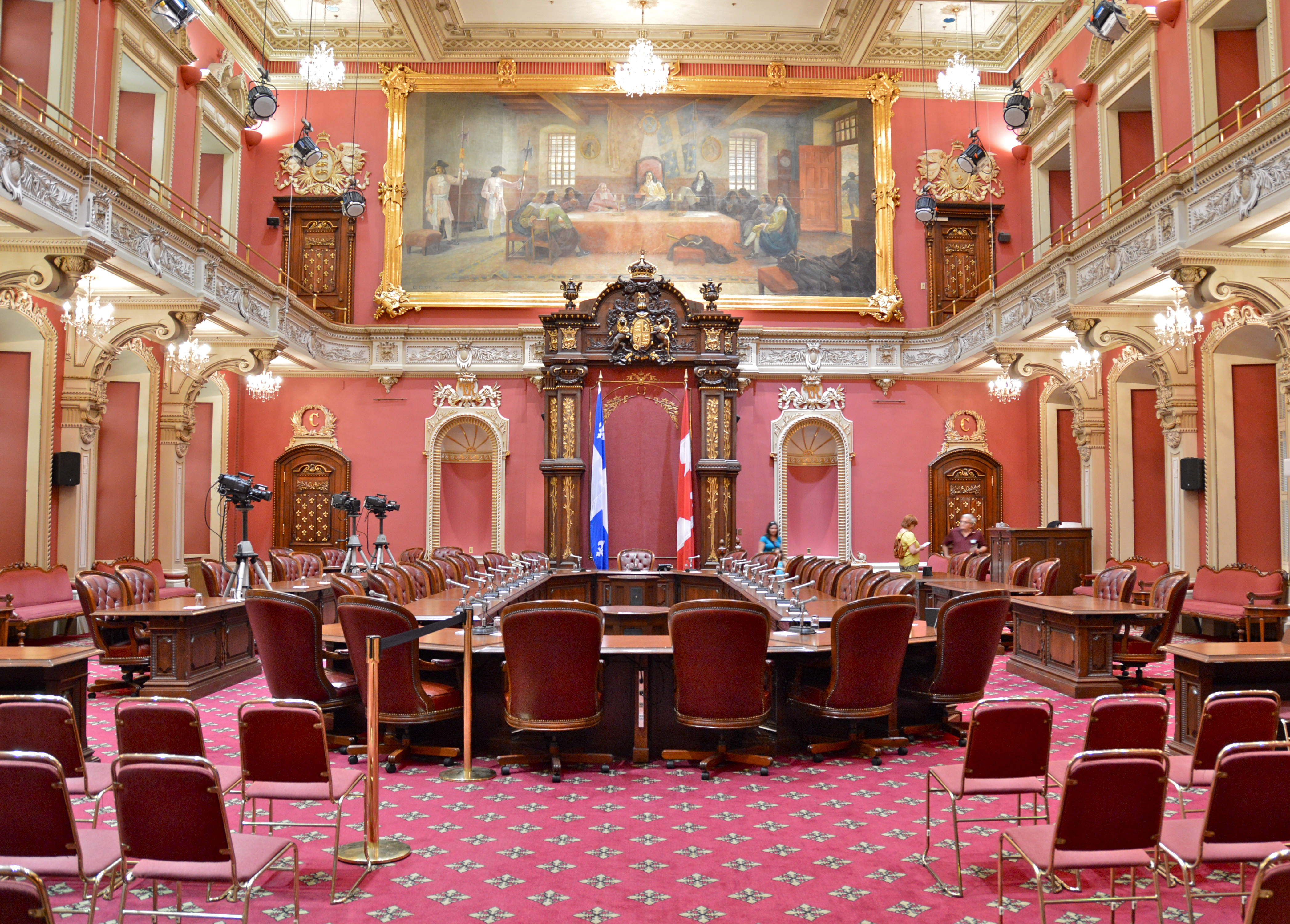
Saal des Legislativrates

Der Legislativrat von Québec (frz. Conseil législatif du Québec) war das Oberhaus des bikameralen Parlaments der kanadischen Provinz Québec. Er existierte von 1867 bis 1968 und bestand aus 24 ernannten Mitgliedern.

## Geschichte
Die Ratsmitglieder wurden bis 1963 auf Lebenszeit ernannt, danach bestand eine Alterslimite von 75 Jahren. Die Ernennung erfolgte durch den Vizegouverneur auf Anraten des Premierministers der Provinz. Jedes Ratsmitglied repräsentierte nominell einen Teil Québecs, der als Division bezeichnet wurde und der Einteilung der Senatsdivisionen entsprach.
Der Legislativrat hatte das Recht, neue Gesetzentwürfe einzubringen, außer in finanziellen Angelegenheiten. Darüber hinaus konnte er von der Legislativversammlung (Unterhaus) beschlossene Gesetzentwürfe verändern oder zurückweisen. Der Ratsvorsitzende (Orateur) war automatisch Mitglied der Provinzregierung, auch andere Ratsmitglieder konnten der Regierung angehören oder sogar Premierminister werden. So waren die beiden Premierminister Charles-Eugène Boucher de Boucherville und John Jones Ross Mitglieder des Legislativrates.
Erste Versuche, das nichtgewählte Oberhaus abzuschaffen, gab es bereits Ende des 19. Jahrhunderts. Dies gelang jedoch erst 1968 während der Regierungszeit von Jean-Jacques Bertrand (Union nationale). Der Legislativrat wurde aufgelöst und die Legislativversammlung in Nationalversammlung von Québec umbenannt. Seither besitzt Québec ein Einkammernparlament. Es war die letzte kanadische Provinz gewesen, die das Oberhaus abgeschafft hatte.
Der große Saal im Parlamentsgebäude von Québec, in dem der Legislativrat tagte, wird wegen der dominierenden roten Farbe als Salon rouge bezeichnet. Er dient heute für Kommissionssitzungen und für wichtige Staatsanlässe, die einen eindrucksvollen Saal benötigen. Dazu gehören beispielsweise die Aufnahmefeiern in den Ordre national du Québec.

## Ratsvorsitzende (orateurs)
- Charles-Eugène Boucher de Boucherville (1867–1873)
- John Jones Ross (1873–1874)
- Félix-Hyacinthe Lemaire (1874–1876)
- John Jones Ross (1876–1878)
- Henry Starnes (1878–1879)
- John Jones Ross (1879–1882)
- Pierre Boucher de La Bruère (1882–1889)
- Henry Starnes (1889–1892)
- Pierre Boucher de La Bruère (1892–1895)
- Thomas Chapais (1895–1897)
- Vildebon-Winceslas La Rue (1897)
- Horace Archambeault (1897–1908)
- Adélard Turgeon (1909–1930)
- Jacob Nicol (1930–1934)
- Hector Laferté (1934–1936)
- Alphonse Raymond (1936–1940)
- Hector Laferté (1940–1944)
- Alphonse Raymond (1944–1950)
- Jean-Louis Baribeau (1950–1960)
- Hector Laferté (1960–1966)
- Jean-Louis Baribeau (1966–1968)